# Seven's Grand Prix Series 2015
Navigation
Seven's Grand Prix Series 2014 Seven's Grand Prix Series 2016
Le Seven's Grand Prix Series 2015 est la quatorzième édition de la plus importante compétition européenne de rugby à sept. Elle se déroule entre juin et juillet 2015 et est organisée par Rugby Europe. Cette année le vainqueur se qualifie directement pour les Jeux olympiques d'été de 2016 à Rio de Janeiro et le deuxième se qualifie directement pour le Tournoi Intercontinental de Qualification. Les autres équipes sont qualifiées pour le tournoi de repêchage européen, à l'exception de l'Angleterre et du Pays de Galles déjà qualifiées sous l'égide du Royaume-Uni.
Au terme des trois étapes, la France est championne d'Europe pour la deuxième fois consécutive et se qualifie ainsi directement pour les Jeux Olympiques. Elle réalise le « grand chelem » en remportant 18 victoires sur 18.

## Équipes participantes
- Allemagne
- Angleterre**
- Belgique
- Espagne
- France
- Pays de Galles**
- Géorgie
- Italie
- Lituanie
- Portugal
- Roumanie*
- Russie

- * L'équipe d'Écosse ne participe pas au championnat cette année. La Roumanie, reléguée en 2014, prend sa place.
- ** L'Angleterre, le Pays de Galles et l'Écosse sont déjà qualifiés pour les Jeux olympiques où ils représentent la Grande-Bretagne.

## Grand Prix series
| Date          | Lieu               | Vainqueur | Finaliste  | Troisième |
| ------------- | ------------------ | --------- | ---------- | --------- |
| 6–7 juin      | Moscou, Russie     | France    | Russie     | Espagne   |
| 13–14 juin    | Lyon, France       | France    | Espagne    | Belgique  |
| 11–12 juillet | Exeter, Angleterre | France    | Angleterre | Espagne   |

## Classement général
La France est championne d'Europe pour la deuxième fois consécutive et se qualifie directement pour les Jeux Olympiques de Rio de Janeiro. Elle réalise le « grand chelem » en remportant 18 victoires sur 18.
| No | Équipe         | Moscou | Lyon | Exeter | Total |
| -- | -------------- | ------ | ---- | ------ | ----- |
| 1  | France         | 20     | 20   | 20     | 60    |
| 2  | Espagne        | 16     | 18   | 16     | 50    |
| 3  | Angleterre     | 14     | 12   | 18     | 44    |
| 4  | Allemagne      | 10     | 14   | 14     | 38    |
| -  | Russie         | 18     | 10   | 10     | 38    |
| 6  | Portugal       | 12     | 8    | 4      | 24    |
| 7  | Pays de Galles | 8      | 2    | 12     | 22    |
| 8  | Belgique       | 3      | 16   | 1      | 20    |
| 9  | Lituanie       | 6      | 3    | 8      | 17    |
| 10 | Géorgie        | 4      | 4    | 6      | 14    |
| 11 | Italie         | 2      | 6    | 3      | 11    |
| 12 | Roumanie       | 1      | 1    | 2      | 4     |

|  | Qualifié pour les Jeux olympiques de Rio 2016 (no 1).       |
|  | Qualifié pour le Tournoi olympique de qualification (no 2). |
|  | Relégué en division inférieure.                             |

### Qualification olympique
L'Angleterre, qui termine parmi les quatre premiers des World Series 2015, a déjà qualifié la Grande-Bretagne (qui représente l'Angleterre, l'Écosse et le pays de Galles) avant le début du Seven's Grand Prix Series.
En terminant à la première place du classement général, la France obtient sa qualification.
L'Espagne, qui termine à la seconde place se qualifie pour le tournoi de repêchage dont le vainqueur se qualifiera pour les jeux olympiques. Les huit autres nations du Seven's Grand Prix Series disputent un tournoi de repêchage européen dont les trois premiers se qualifient pour le tournoi de repêchage. Ils sont rejoints par la Pologne, l'Ukraine, la Lettonie (trois premiers de la division A) et l'Irlande (vainqueur de la division B).

## Statistiques

### Meilleurs marqueurs
| Rang | Joueur              | Essais |
| ---- | ------------------- | ------ |
| 1    | Julien Candelon     | 17     |
| -    | Denis Simplikevich  | 17     |
| 3    | Terry Bouhraoua     | 16     |
| 4    | Vladimir Ostroushko | 15     |
| 5    | Rémy Grosso         | 12     |
| 6    | Adérito Esteves     | 11     |
| 7    | Cameron Cowell      | 10     |
| -    | Jonas Mikalčius     | 10     |
| 9    | Steeve Barry        | 9      |
| -    | Sam Egerton         | 9      |

### Meilleurs réalisateurs
| Rang | Joueur              | Points | Essais | Transf. | Pén. | Drops |
| ---- | ------------------- | ------ | ------ | ------- | ---- | ----- |
| 1    | Terry Bouhraoua     | 184    | 16     | 52      | 0    | 0     |
| 2    | Cameron Cowell      | 96     | 10     | 23      | 0    | 0     |
| 3    | Fabian Heimpel      | 86     | 5      | 29      | 0    | 1     |
| 4    | Julien Candelon     | 85     | 17     | 0       | 0    | 0     |
| -    | Denis Simplikevich  | 85     | 17     | 0       | 0    | 0     |
| 6    | Nuno Guedes         | 83     | 5      | 29      | 0    | 0     |
| 7    | Vladimir Ostroushko | 75     | 15     | 0       | 0    | 0     |
| 8    | Stephen Parez       | 62     | 8      | 11      | 0    | 0     |
| -    | Francisco Hernández | 62     | 2      | 26      | 0    | 0     |
| 10   | Charles Reynaert    | 61     | 8      | 9       | 1    | 0     |

## Première étape
La première épreuve se déroule à Moscou en Russie du 6 au 7 juin 2015.
| Classement | Vainqueur | Score | Finaliste | Demi-finaliste      |
| ---------- | --------- | ----- | --------- | ------------------- |
| Cup        | France    | 40-17 | Russie    | Espagne (3e)        |
| Cup        | France    | 40-17 | Russie    | Angleterre          |
| Plate      | Portugal  | 35-7  | Allemagne | Pays de Galles (7e) |
| Plate      | Portugal  | 35-7  | Allemagne | Lituanie            |
| Bowl       | Géorgie   | 14-12 | Belgique  | Italie (11e)        |
| Bowl       | Géorgie   | 14-12 | Belgique  | Roumanie            |

La France remporte cette étape en battant la Russie en finale sur le score de 40 à 17.

## Deuxième étape
La deuxième épreuve se déroule au Matmut Stadium à Lyon en France du 13 au 14 juin 2015.
| Classement | Vainqueur  | Score | Finaliste | Demi-finaliste       |
| ---------- | ---------- | ----- | --------- | -------------------- |
| Cup        | France     | 20-7  | Espagne   | Belgique (3e)        |
| Cup        | France     | 20-7  | Espagne   | Allemagne            |
| Plate      | Angleterre | 26-14 | Russie    | Portugal (7e)        |
| Plate      | Angleterre | 26-14 | Russie    | Italie               |
| Bowl       | Géorgie    | 20-17 | Lituanie  | Pays de Galles (11e) |
| Bowl       | Géorgie    | 20-17 | Lituanie  | Roumanie             |

## Troisième  étape
La troisième épreuve se déroule à Exeter en Angleterre du 11 au 12 juillet 2015.
| Classement | Vainqueur      | Score | Finaliste  | Demi-finaliste |
| ---------- | -------------- | ----- | ---------- | -------------- |
| Cup        | France         | 14-5  | Angleterre | Espagne (3e)   |
| Cup        | France         | 14-5  | Angleterre | Allemagne      |
| Plate      | Pays de Galles | 14-10 | Russie     | Lituanie (7e)  |
| Plate      | Pays de Galles | 14-10 | Russie     | Géorgie        |
| Bowl       | Portugal       | 26-12 | Italie     | Roumanie (11e) |
| Bowl       | Portugal       | 26-12 | Italie     | Belgique       |